# Skadi Walter
Skadi Walter (ur. 18 kwietnia 1964 w Halle, zm. 23 września 2023) – niemiecka łyżwiarka szybka reprezentująca NRD.

## Kariera
Największy sukces w karierze Skadi Walter osiągnęła w 1983 roku, kiedy zajęła piąte miejsce podczas sprinterskich mistrzostw świata w Helsinkach. Walter była tam między innymi druga w pierwszym biegu na 500 m i czwarta w drugim. Na rozgrywanych rok później igrzyskach olimpijskich w Sarajewie rywalizację w biegu na 500 m również zakończyła na piątej pozycji. Była też między innymi szósta na sprinterskich mistrzostwach świata w Heerenveen. jej najlepszym wynikiem było tam trzecie miejsce w drugim biegu na 500 m. Nigdy nie wystartowała w zawodach Pucharu Świata. W 1985 roku zakończyła karierę.